# Horikawa
Horikawa (堀 河 天皇, Horikawa-Tennō, 8 d'agost del 1079 - 9 d'agost del 1107) va ser el 73è emperador del Japó, segons l'ordre tradicional de successió. Va regnar entre els anys 1087 i 1107. Abans de ser ascendit al Tron de Crisantem, el seu nom personal (imina) era Príncep Imperial Taruhito (善 仁 亲王, Taruhito-shinnō). També era conegut com a Príncep Imperial Yoshihito.